# هتينغن
هتينغن (بالألمانية: Hettingen) هي مدينة وبلدة ألمانية تقع في ألمانيا في بادن-فورتمبيرغ. يقدر عدد سكانها بـ 1,979 نسمة .